# マンハイム-フランクフルト・アム・マイン線
マンハイム-フランクフルト・アム・マイン線 （マンハイム-フランクフルト・アム・マインせん、ドイツ語: Bahnstrecke Mannheim–Frankfurt am Main）とは、ドイツ連邦共和国のバーデン＝ヴュルテンベルク州マンハイムのマンハイム中央駅からヘッセン州フランクフルト・アム・マインのフランクフルト・アム・マイン・シュタディオン駅に至る全長74.8kmのドイツ鉄道の路線である。リートバーン（ドイツ語: Riedbahn）とも呼ばれる。

## 概要
3系統のICEが設定されているほか、1日当たり650本の列車が運行されており、ドイツ屈指の高密度輸送が行われている路線である。
同線に並行してマイン-ネッカー線も存在するが、輸送力が限界に達していることから、高速新線としてライン＝マイン-ライン＝ネッカー高速線が計画されている。

## 歴史

### ヘッセン・ルートヴィヒ鉄道
私鉄ヘッセン・ルドヴィヒ鉄道 (Hessische Ludwigsbahn, HLB) はヘッセン大公国のラインヘッセン地域で重要な都市ダルムシュタットとヴォルムスを結ぶ目的でリート鉄道を建設した。当時、利害関係の地域で建設プロジェクト資金は多額の寄附金として調達された。1869年4月15日にHLBはまずゴデラウ - ゲルンスハイム間を現在のダルムシュタット - リートシュタット線とともに開通した。同年6月1日にリート鉄道はビブリスの中間地点でローゼンガルテンまで延長された。
1879年10月15日にランペルトハイム - マンハイム・ネッカーシュタット間が開業されたものの、マンハイム中央駅とまだ連結されなかった。ネッカーシュタット旧駅は現在ネッカー川上のクルプファルツ橋の近くにある。同年11月24日にビブルス - ランペルトハイム間およびゴデラウ - ゴルトシュタイン（現在フランクフルト・シュタディオン駅）間が開業された。現在この路線は両の分岐路線を従って形成したものであり、ビブリス - ゴデラウ間は本来のリート鉄道に当たる。1880年5月1日ケファータールを経てライン谷線と接続する迂回線は完成した。リート線列車がその新線を通ってマンハイム中央駅までできた。列車がカールスルーエ方面或いはシュトゥットガルト方面に走る前に、マンハイム中央駅で方向を転換して進まねばならなかった。
1899年フランクフルト - マンハイム間の複線化が完了した。電気信号システムが導入された後に、1901年末運転整理担当者は7個所の駅に配置された。1914年2月10日に色灯型遠方信号機（Lichtvorsignal）がヴァルトゼー - ネッカーシュタット間に設置されて、今時通常に用いられる常置閉塞信号機（Formsignal）に当たる。

### ドイツ国営鉄道
第二次世界大戦の直前、マンハイム区間の移設とラムパートハイム - ダルムシュタット・エバーシュタット間の高速線建設の計画は既に交通省によって許可された。しかし戦争のためその計画は実現されなかった。

### ドイツ連邦鉄道

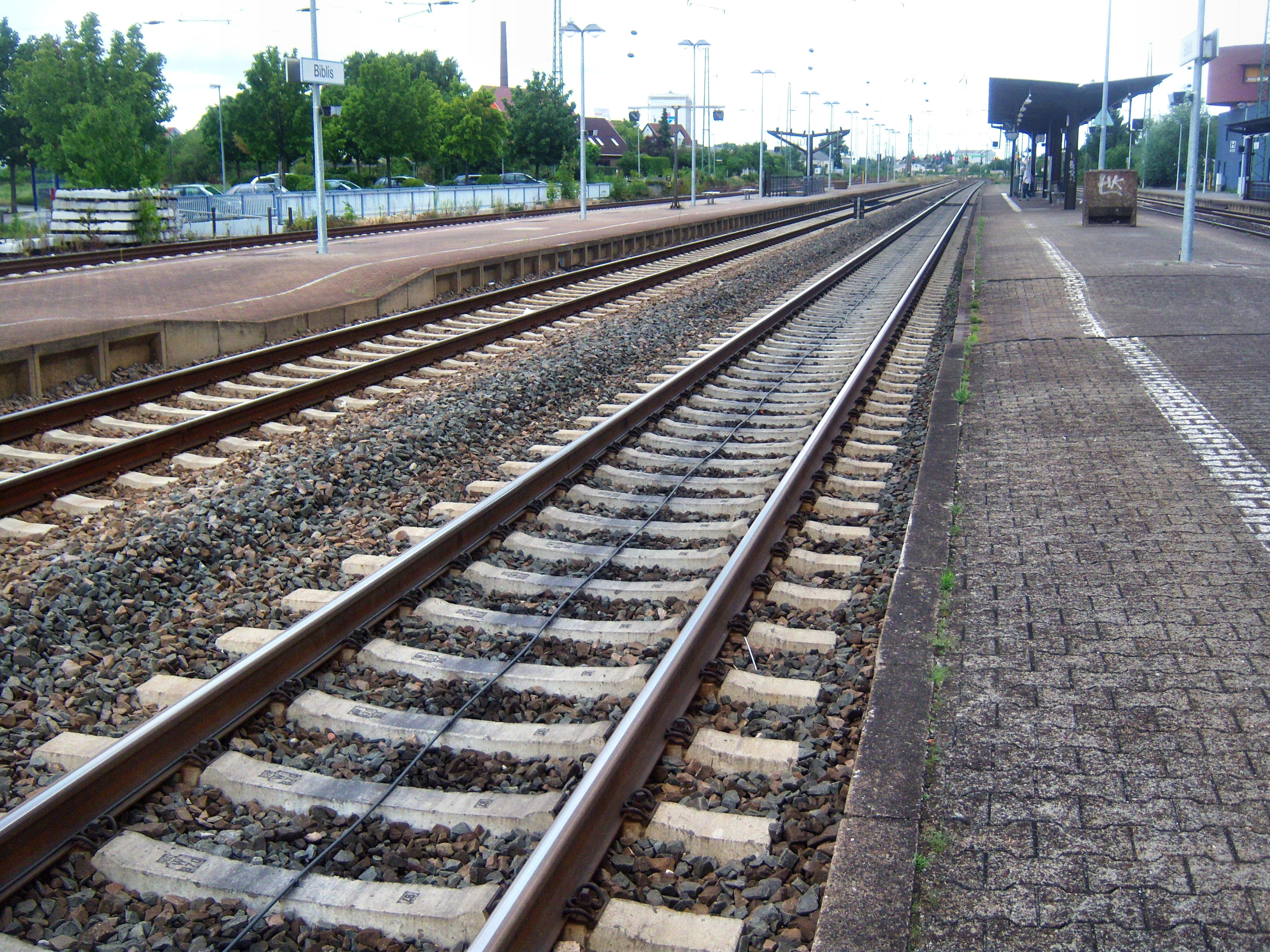
連続列車制御装置が設置された線路(2008年、ビブリス駅)

ダルムシュタット - ゴデラウ間は1975年大部分廃止された。1977年3月マンハイム西部線の建設を含めるフランクフルト - マンヘイム線路改修企画案はドイツ連邦交通計画1973 (Bundesverkehrswegeplan 1973) の行政委員会(Verwaltungsrat)に提出され、同年5月採択された。連邦交通省はドイツ連邦交通計画1985の準備するためにリート線及びキンツィヒ谷線の調査調査を依頼した。費用便益分析の結果、指数は15だった。運行速度を200 km/hまで向上する目的で線形改良、追い越し線路の延伸、信号扱い所の新設及び改修、高架橋の新設、橋梁の改修などが計画された。そして全線にかける連続列車制御装置の設置もプロジェクトに含まれた。リート本線の改修工事の一番目段階として1985年マンハイム西部線が開通された。貨物列車は現在主にリート東部線(ヴァルトホーフ - ケファータール区間)に通行している。1987年ワルトホーフ - フランクフルト・シュタディオン間の改修工事がプロジェクトの二番目段階として始まった。1991年からICE列車がこの路線に投入され、グロースゲラウ - フランクフルト(マイン)区間の高速運転は1999年秋に実現できた。2003年まで9個所の線形改良が実現され、21個所の踏切は取り除かれた。

### ドイツ鉄道
2024年6月15日夜以降にリート鉄道は「高性能鉄道網の全般的な改良」の目的で完全に封鎖されている。2022年9月にドイツ鉄道は鉄道施設の工事計画を既に公表して、主要課業は線路・信号装置・岐器の再設置、立体交差・遮音壁の追加、ETCSレベル2の制御装置設置である。ゲルンスハイムではETCS向けの運転指令所が設置される予定である。遠距離輸送の列車はフランクフルト - ハイデルベルク線あるいはマインツ - マンハイム線で迂回して、Sバーンと快速列車系統の場合、代行バスが投入された。

## リート西部線

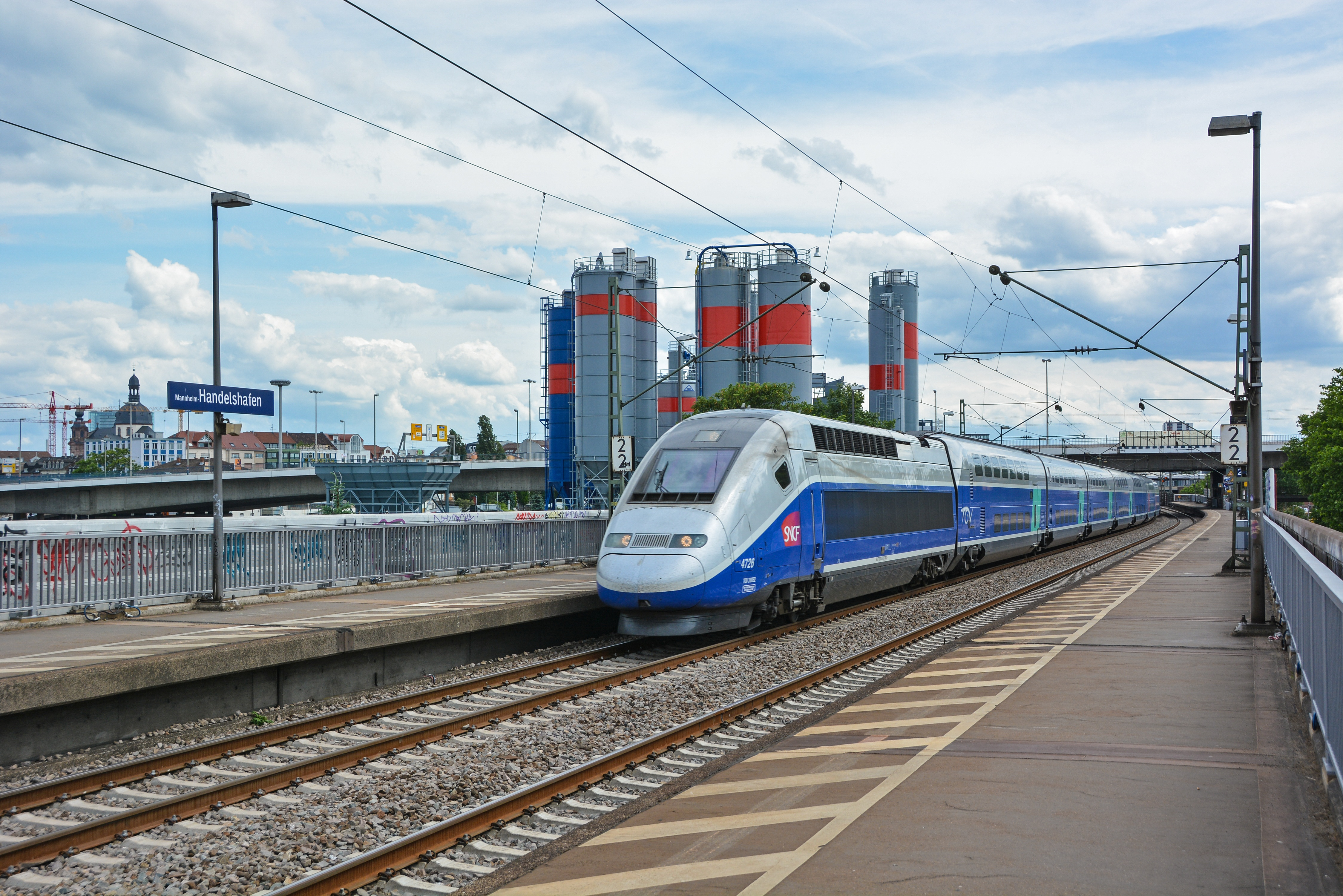
マンハイム商港停車場を通過するTGV Duplex列車

リート西部線 (ドイツ語: Westliche Einführung der Riedbahn) は1985年開通されたリート本線の新線で、マンハイム中央駅とマンハイム・ヴァルトホーフ駅を結ぶ鉄道路線である。この路線の開通で南側へ向かう列車の場合方向転換の必要がなくなった。列車はヴァルトホーフ駅を通過し、東側に迂回せずマンハイム中央駅に至る。ヴァルトホーフ駅 - 旧ネッカーシュタット駅間の旧線の一部がこの路線に含まれている。西部線の最高速度は160 km/hで、二つの軌道間隔は4.0 mである。点形列車制御装置 (Punktförmige Zugbeeinflussung、PZB) が保安設備として設置されており、5 km地点から連続列車制御装置が採択されている。この路線にはほとんどの旅客列車が運行されている。全区間の運賃制はライン＝ネッカー運輸連合 (Verkehsverbund Rhein-Neckar、VRN) が担当する。

## 運行形態

### 広域輸送
- ICE
  - 11系統：ミュンヘン - マンハイム - フランクフルト - フルダ - ゲッティンゲン - ヴォルフスブルク - ベルリン
  - 12系統：インターラーケン - バーゼル - マンハイム - フランクフルト - フルダ - ゲッティンゲン - ヴォルフスブルク - ベルリン
  - 84系統：フランクフルト - マンハイム - カールスルーエ - バーデン＝バーデン - ストラスブール - ミュルーズ - ブザンソン - シャロン＝シュル＝ソーヌ - リヨン - アヴィニョン - エクス＝アン＝プロヴァンス - マルセイユ[21]

### 地域輸送
マンハイム - グロース＝ロアハイム間はライン＝ネッカー運輸連合（Verkehrsverbund Rhein-Neckar, VRN）の運賃区域に属し、ニーダーシュテッテン - フランクフルト間はライン＝マイン運輸連合（Rhein-Main-Verkehsverbund、RMV）により管理されている。
- 快速列車 (RE 70) : マンハイム - ランパートハイム - ビブリス - ゲアンスハイム - リートシュタット・ゴデラウ - グロースゲラウ・ドルンハイム - フランクフルト(マイン)。60分間隔。使用車両はDB446形二階建電車。過去にはDB111形電気機関車とn-Wagen或はDB146形電気機関車と制御装置付きの二階建て客車が使用された。
- Sバーン () : リートシュタット・ゴデラウ - グロースゲラウ・ドルンベルク - モェアフェルデン - ヴァルトルフ(ヘッセン) - フランクフルト (マイン) ・シュタディオン - フランクフルト (マイン) 。30分間隔。使用車両はDB430形電車。
- Sバーン (S 9) : カールスルーエ - グラーベン＝ノイドルフ - シュヴェツィンゲン - マンハイム - マンハイム・ネッカーシュタット - マンハイム・ヴァルトホーフ - ランパートハイム - ビュアシュタット - ビブリス。60分間隔。使用車両はDB463形電車。